# 바빌론 요새

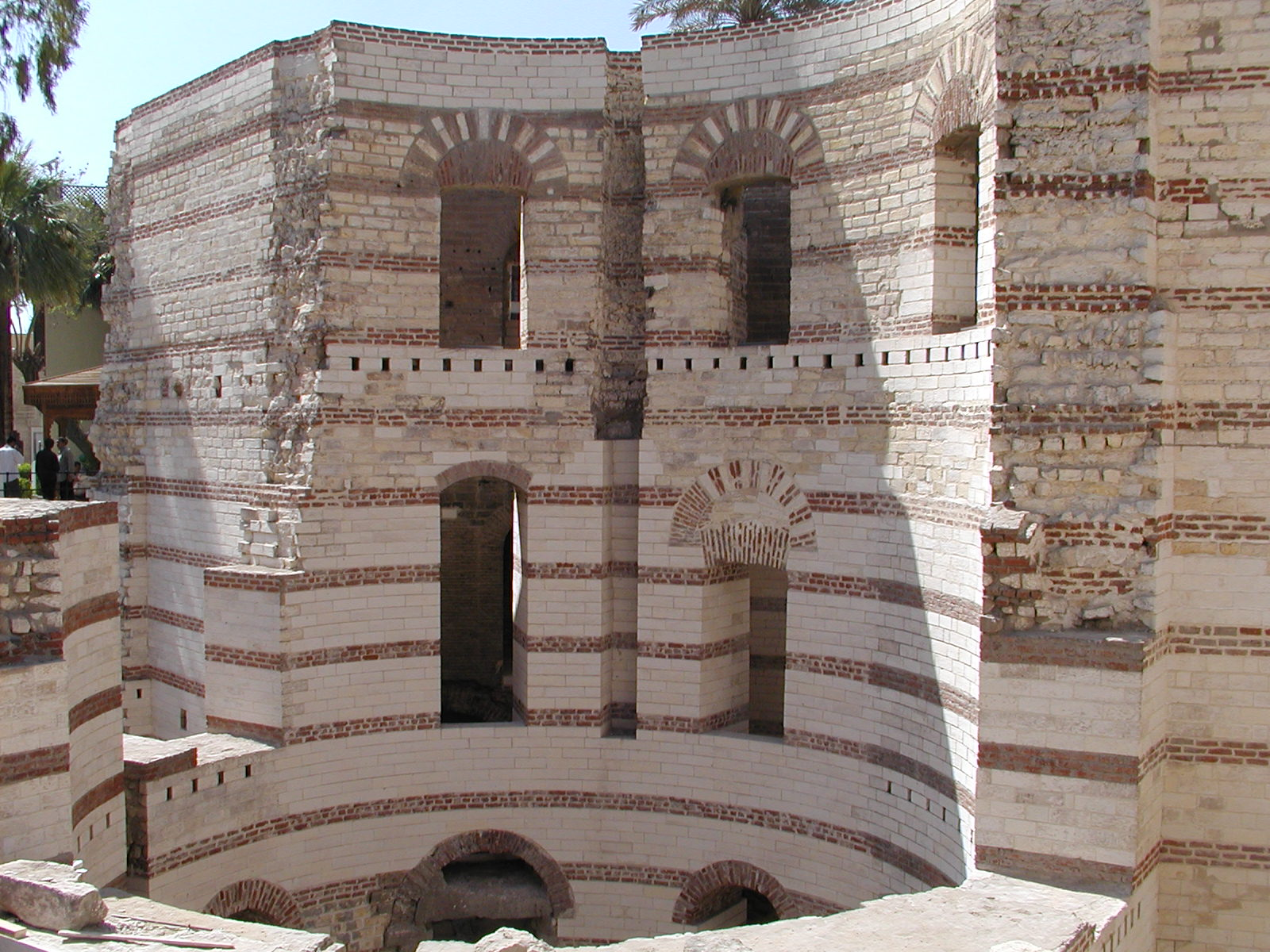
바빌론 요새

바빌론 요새(아랍어: حصن بابليون, 콥트어: ⲡⲁⲃⲓⲗⲱⲛ or Ⲃⲁⲃⲩⲗⲱⲛ)는 나일강 삼각주의 고대 요새였으며 오늘날의 콥틱 카이로라는 이름의 지역에 위치하였다. 나일강에서 홍해에 이르기까지, 수에즈 운하가 시작되는 근처의 위도 30°N의 나일강 오른쪽 제방의 헬리오폴리스 놈에 위치해 있었다.

## 사진

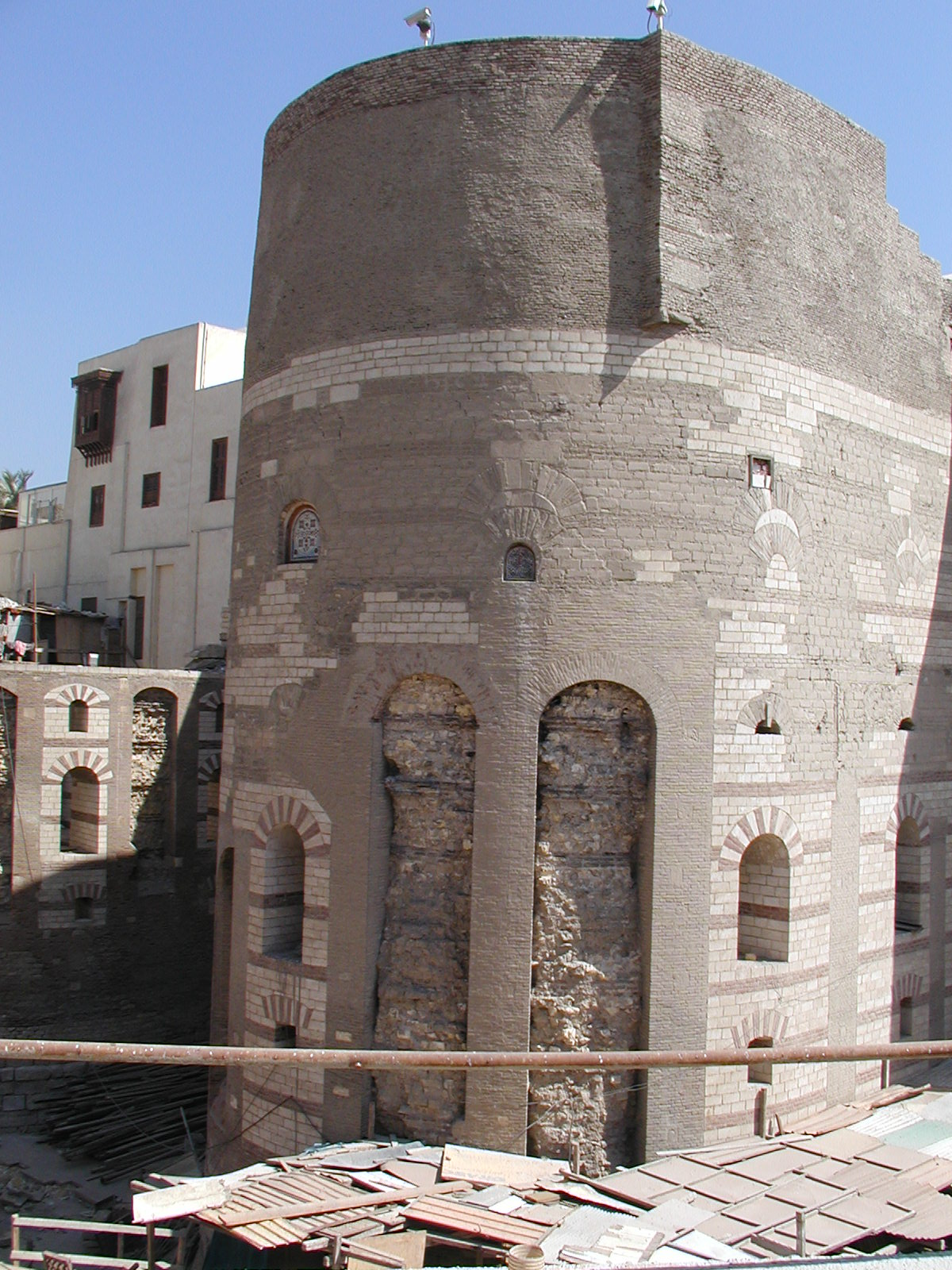
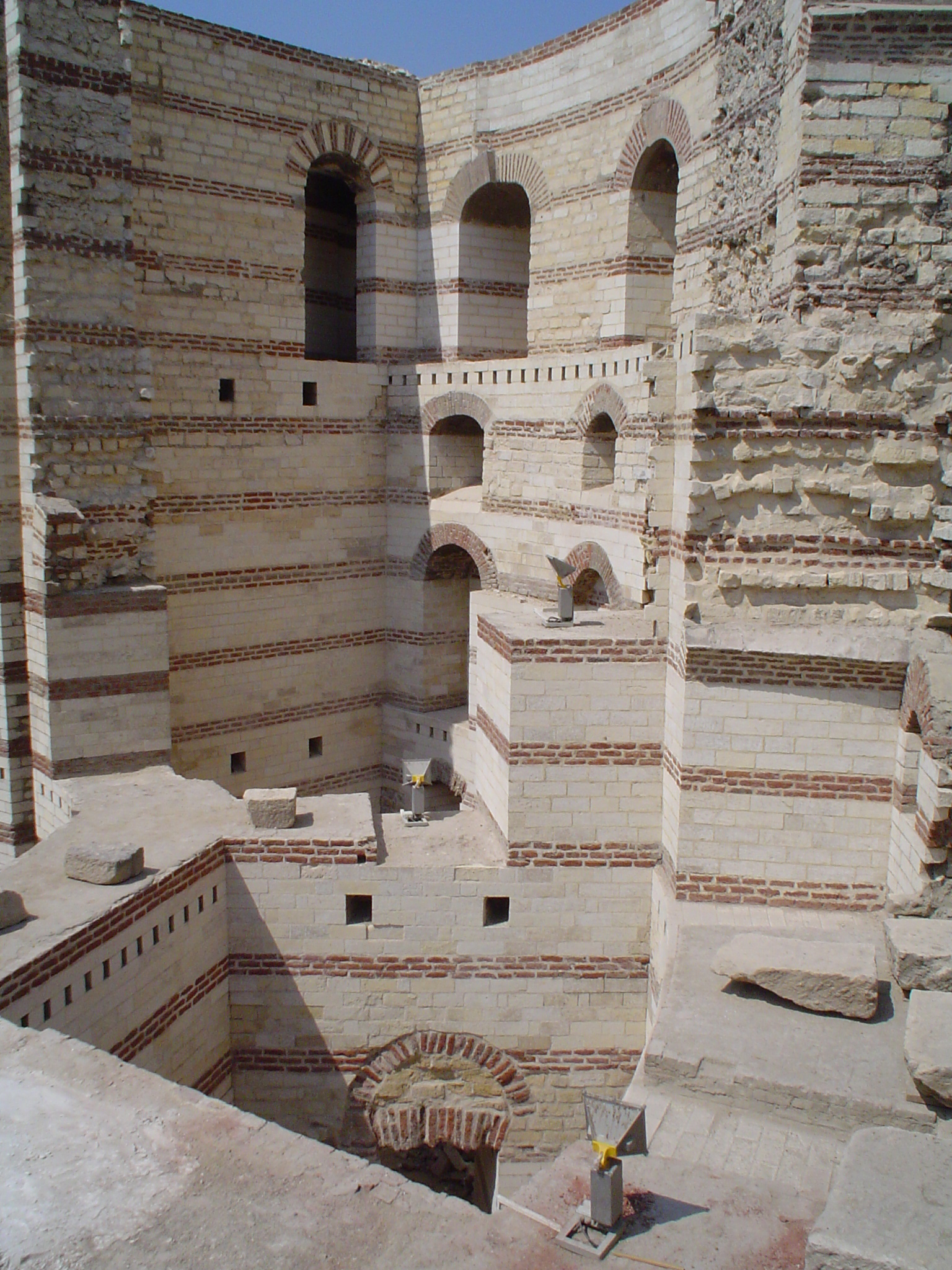
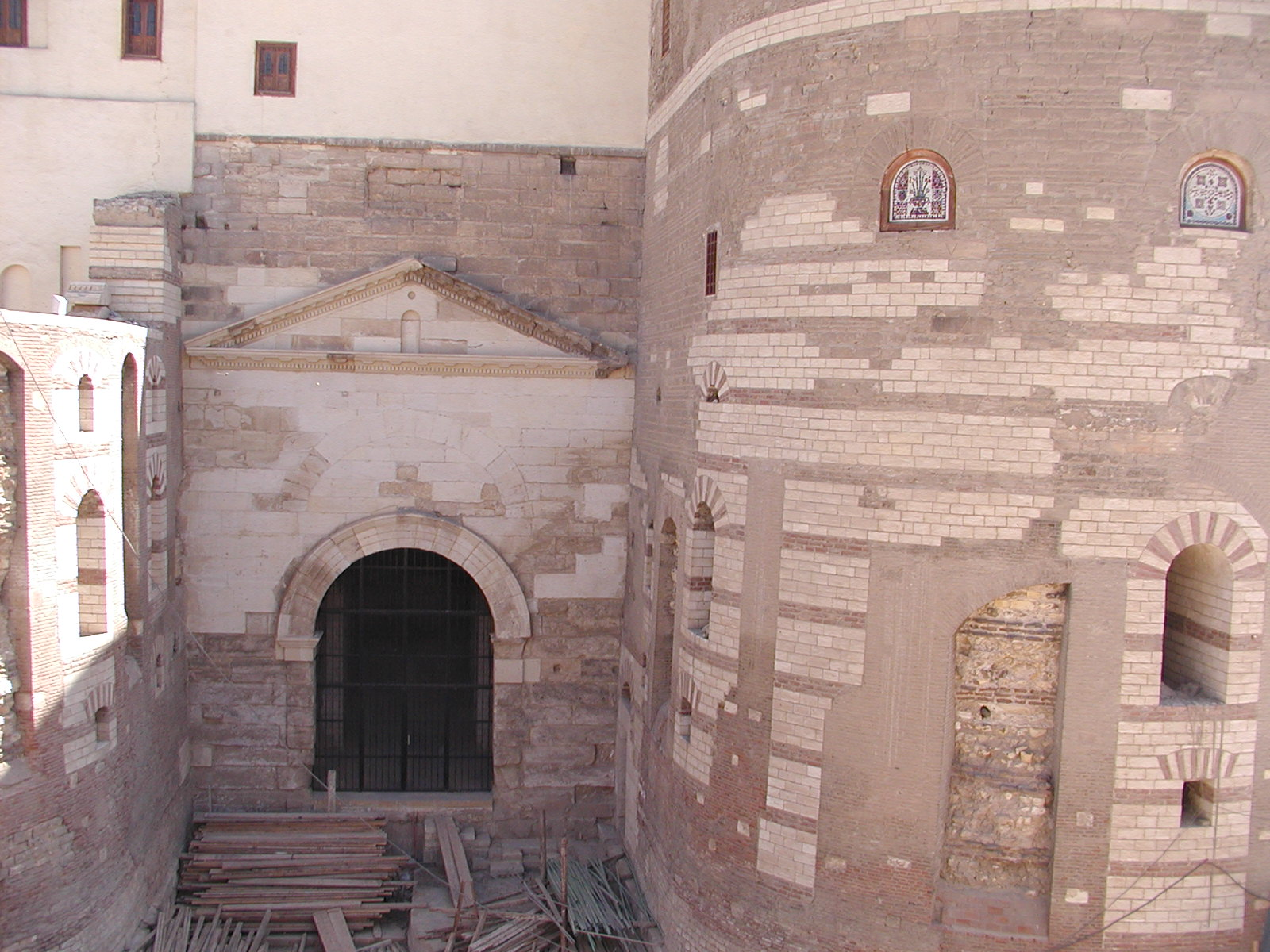
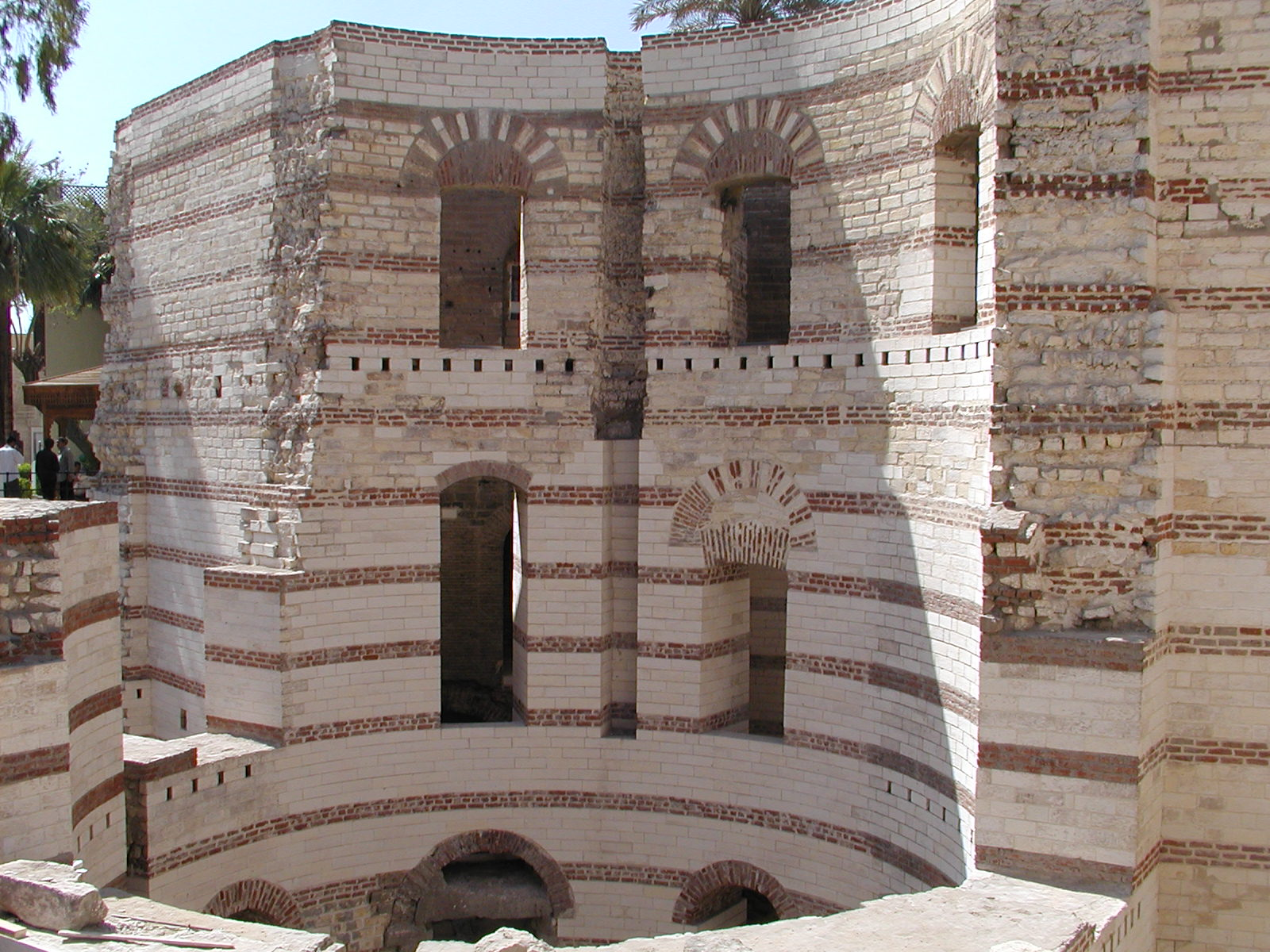